# بيت الشبر (العدين)

تعديل مصدري - تعديل

بيت الشبر هي إحدى قرى عزلة بني هات بمديرية العدين التابعة لمحافظة إب، بلغ تعداد سكانها 940 نسمة حسب تعداد اليمن لعام 2004.